# 155-о основно училище „Св. св. Кирил и Методий“
155. основно училище „Свети свети Кирил и Методий“ е основно училище в село Кривина, област София-град, съществувало до 2019 година.

## История
Училището е основано през 1876 година, когато се е помещавало в къщата на Веско Малинкин. В 1878 година се премества в нова училищна сграда в центъра на селото.
Първоначално има само вечерен курс на обучение. През 1890 година училището става държавно. До 1905 г. учениците  са обучавани в една паралелка, а от учебната 1905/1906 г. са открити две слети паралелки.
През 1911 година започва строеж на училищна сграда, който е прекъснат през 1912 г., поради началото на Балканските войни. По-късно сградата е завършена, като се състои от общо четири стаи. През 1932 година е построена още една класна стая. Първоначално, прогимназиалният курс на обучение е завършван в село Казичене.
През 1945 година са добавени и учителска стая, класна стая на 7. клас и киносалон със средства от местното население и помощ от държавата.
От учебната 1963/1964 г. се откриват две паралелки осми клас. През 1982 г. броят на учениците достига 240 ученика.
През 1983 година поради опожаряване на сградата на училището, то се премества в сграда  на бившето Трудово-възпитателно училище „Максим Горки“ в селото.
През 2000 г. училището се премества в реконструираната сграда в центъра на Кривина, която е общиинска собственост.
През ноември 2019 г. кметът на район Панчарево внася доклад в Комисията по образование в Столична община за закриването на 155 основно училище поради намаляване на броя на учениците. С Протокол № 64 от 8 ноември 2018 г. на Столичния общински съвет е взето решение за закриване на училището. Със заповед № РД 14 – 1/17.01.2019 г. на Министерството на образованието и науката училището е закрито.

### Архивно наследство
В Държавен архив – София се съхранява архивен фонд, чийто фондообразовател е училището – фонд 4205 с 39 архивни единици за периода 1960 – 2019 година